# Laurentius Hircinius
Laurentius Hircinius (tidigare Bock), född 12 september 1601 i Oppeby socken, Östergötlands län, död 16 september 1693 i Åtvids socken, Östergötlands län, var en svensk präst i Åtvids församling.

## Biografi
Laurentius Hircinius föddes 1601 på Bockstorp under Stjärnevik i Oppeby socken. Han var son till bonden Georg. Hircinius studerade vid gymnasiet och prästvigdes 14 december 1639 till huspredikant på Näsby. Han blev 1650 kyrkoherde i Åtvids församling, Åtvids pastorat. Hircinius avled 16 september 1693 i Åtvids socken.

## Familj
Hircinius gifte sig första gången med Sara Israelsdotter, dotter till kyrkoherden Israel Svenonis och Margareta i Åtvids socken.
Hircinius gifte sig andra gången 1664 med Ingeborg Axelsdotter Bohm. Tillsammans fick de barnen Axel (1665), Sara, Georgius (1668) och Johannes (1671).